# Połączenie cierne
Połączenie cierne – połączenie chwilowe, okresowe, stałe rozłączne lub nierozłączne w budowie maszyn, w którym siła lub moment siły z elementu do elementu połączenia zapewniane jest poprzez tarcie. Docisk elementów trących zwykle realizowany jest przez inne elementy pomocnicze.
Połączenie cierne wykorzystywane jest w:
- połączeniach wciskowych (czyste połączenie cierne)
- połączeniach nitowych
- połączeniach gwintowych
- sprzęgłach ciernych
- hamulcach
- przekładniach cięgnowych
- przekładniach ciernych